# 16419 Kovalev
16419 Kovalev è un asteroide della fascia principale. Scoperto nel 1987, presenta un'orbita caratterizzata da un semiasse maggiore pari a 2,2767910 UA e da un'eccentricità di 0,1414937, inclinata di 4,75899° rispetto all'eclittica.